# NGC 3000
NGC 3000 is een dubbelster in het sterrenbeeld Grote Beer. Het hemelobject werd op 25 januari 1851 ontdekt door de Ierse astronoom William Parsons.